# Dôme d'Ashtart
Ashtart Tholus
Pour les articles homonymes, voir Ashtart.
Le dôme d'Ashtart (désignation internationale : Ashtart Tholus) est un dôme situé sur Vénus dans le quadrangle de Kawelu Planitia. Il a été nommé en référence à Ashtart, déesse phénicienne de l'amour, de la fertilité, et de la guerre, ainsi que personnification de la planète Vénus.